# Arbiblatta sancta
Arbiblatta sancta är en kackerlacksart som först beskrevs av Werner 1929.  Arbiblatta sancta ingår i släktet Arbiblatta och familjen småkackerlackor.
Artens utbredningsområde är Marocko. Inga underarter finns listade i Catalogue of Life.